# Ihsan Abbas
Ihsan Abbas (2 décembre 1920 - 29 juillet 2003) était un professeur palestinien à l’Université américaine de Beyrouth, considéré comme une figure majeure des études arabes et islamiques en Orient et en Occident au cours du XXe siècle siècle. Auteur de plus de cent ouvrages, Abbas était reconnu comme l’un des plus grands spécialistes de la langue et de la littérature arabes, ainsi qu’un critique littéraire respecté. À sa mort, il fut salué par Lawrence Conrad, historien de l’University College London, comme un gardien du patrimoine et de la culture arabes, dont l’érudition a marqué la vie intellectuelle et culturelle du Moyen-Orient pendant des décennies.